# Louise Grafemus

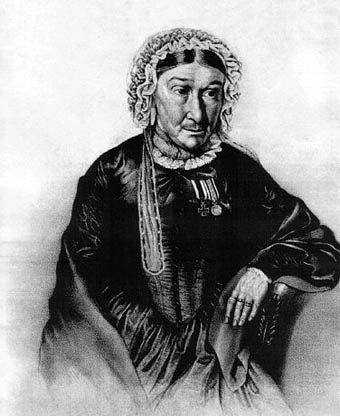
Louise Kessenich, Lithographie von Alexander Munster nach einer Zeichnung von Ignati Stepanowitsch Schtschedrowski (1852)

Louise Grafemus (geboren als Esther Manuel, nach zweiter Heirat Louise Kessenich; * 1785 oder 1786 wahrscheinlich in Hanau; † 30. Oktoberjul./ 11. November 1852greg. in Sankt Petersburg) war eine deutsche Soldatin in den Befreiungskriegen.

## Leben

### Frühe Jahre
Der Geburtsort von Louise Grafemus ist nicht belegbar bekannt, sie gibt diesen, eine jüdische Herkunft sowie ihren Geburtsnamen erstmals in einem Artikel der Vossischen Zeitung von 1815 an. Im Alter von etwa 19 Jahren heiratete sie in Berlin einen Goldarbeiter (Goldschmiedegesellen) namens Müller, der seinen Familiennamen später in Grafemus änderte. Im Zuge der Hochzeit konvertierte Louise Grafemus zum Christentum. Sie selbst änderte ihren Vornamen 1810, um die in diesem Jahr verstorbene preußische Königin zu ehren.
Aus der Ehe mit dem Goldarbeiter Müller stammen eine Tochter (* 1806) und ein Sohn (* 1808). Ihr Ehemann verließ vermutlich kurz nach Geburt des Sohnes 1808 die Familie und ließ diese zurück, um als Kriegsfreiwilliger einem russischen Garde-Ulanenregiment beizutreten. Erfolglos versuchte Louise Grafemus ihren Ehemann über Anzeigen in öffentlichen Blättern ausfindig zu machen. Als sie im März 1813 vom Eintreffen der russischen Truppen in den östlichen preußischen Gebieten erfuhr und annehmen konnte, dass auch ihr Mann dort war, beschloss sie, ihrem Mann nachzuziehen.
Jedoch fehlten ihr entsprechende Mittel, sodass sie den Entschluss fasste, in eine Schar Lanzenträger aufgenommen zu werden. Hierzu richtete sie ein Gesuch an die Gemahlin Prinz Wilhelms von Preußen, Marianne von Hessen-Homburg. Anfangs wurde Grafemus mit ihrer Bitte abgewiesen, allerdings zahlte sich ihre Hartnäckigkeit aus, sodass dass Prinzenpaar ihr schließlich eine Anstellung als Ulan ermöglichte. Prinzessin Marianne sorgte für eine entsprechende Ausrüstung, stellte ihr sogar ein Pferd zur Verfügung, und ließ sie in militärischen Fertigkeiten unterrichten.

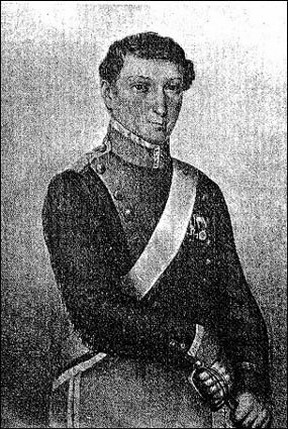
Erstes Porträt von Louise Kessenich, in Ulanenuniform. Lithographie nach einer Zeichnung von Maciej Przybylski (1794–1867), entstanden während ihrer Zeit in Wilna.

### Befreiungskriege
Louise Grafemus trat anschließend dem 2. Ostpreußischen Landwehr Ulanen-Regiment in Königsberg bei (ihre Kinder hatte sie in Berlin zurückgelassen) und machte mit diesem die Feldzüge von 1813/14 mit. Nur das Prinzenpaar sowie der Rittmeister der Eskadron, von Ciesielski, wussten zunächst um ihr Geschlecht Bescheid. Sie selbst nannte sich fortan Louis Grafemus. In der Schlacht bei Dennewitz oder Hanau erlitt sie einen Schuss in den Fuß sowie in einem anderen Gefecht eine weitere Verwundung, in Folge derer Grafemus etwa zwei Monate im Hospital zu Saarbrücken verbringen musste. Von Saarbrücken aus stieß sie wieder zu ihrem Regiment nach Frankreich, auf französischem Boden soll sie Anfang 1814 das Eiserne Kreuz II. Klasse für „die Gefangennahme eines Offiziers nebst sechs Mann“ sowie eine Beförderung zum Wachtmeister erhalten haben. Vor Paris fand Louise Grafemus am 29. März 1814 schließlich ihren Ehemann wieder, der allerdings am nächsten Tag in der Schlacht auf dem Montmartre fiel. Angeblich gab sie sich erst jetzt als Frau zu erkennen.
Nach der erfolgreichen Einnahme von Paris durch die Koalitionsarmee wurde Louise Grafemus durch Prinz Wilhelm dem russischen Kaiser Alexander I. vorgestellt. Auch „erregte sie die Aufmerksamkeit der [anderen] hohen verbündeten Monarchen“. Der Kaiser sandte sie im Sommer 1814 mit einem Eilboten zu seiner Mutter nach Sankt Petersburg, wo Grafemus etwa fünf Monate auf einem Schloss verbrachte und dort die Rückkehr Alexanders erwarten sollte. Zusätzlich erhielt Grafemus aus der Petersburger Invalidenkasse 100 Rubel. Da Alexander I. auf Grund des Wiener Kongresses noch nicht wieder nach Russland zurückkehren konnte, und es für Grafemus zunächst keine weitere Sicherung ihrer Zukunft gab, machte sie sich nach Berlin auf, um dort eine Pension beim preußischen König zu erwirken.
Am 28. April 1815 stellte ihr General Ludwig von Stutterheim in Königsberg ein Empfehlungsschreiben aus, in dem ihr „aller Orten freies Quartier und Verpflegung“, zugesichert wurde, denn sie hatte sich „als Ulane […] Ansprüche auf die den Militairs zustehenden Unterstützungen erworben“. Da der Krieg zwischenzeitlich von neuem ausgebrochen war, reiste Grafemus statt nach Berlin wieder nach Frankreich, wo sie im August 1815 abermals in Paris eintraf. Hier richtete sie ihr lange geplantes Gesuch an Friedrich Wilhelm III., was schließlich auch Erhörung fand. Da Grafemus beabsichtigte nach Fulda zu kehren, sollte ihr aus dem dortigen Fonds „ein Gnadengehalt von zwei Thaler monatlich“ gewährt werden.

### Nach 1815
Allerdings ließ sich Grafemus nicht in Fulda, sondern kurzzeitig in Berlin nieder. 1815/16 ist sie in Köln, dort lernte sie ihren zukünftigen zweiten Ehemann kennen, sowie in Elberfeld, nachweisbar. Im Juli 1817 war Louies Grafemus bei einem festlichen Souper, das August Otto von Grote in Hamburg gab, geladen.
Noch im selben Jahr ehelichte Grafemus in Sankt Petersburg den aus Köln stammenden Buchbinder Johann Adam Cornelius Kessenich (* 1788) und Friedrich Wilhelm III. genehmigte die lebenslange Fortzahlung ihrer monatlichen Pension ins Ausland auch nach der Verheiratung.
Im Jahr 1818 siedelte das Ehepaar nach Riga über, dort betrieb Johann Kessenich ein Buchbinder- und Futteralmachergewerbe. Am 4. Dezember 1821 wurde im Dom zu Riga der gemeinsame Sohn Carl Franz (* 29. Juli 1821) getauft, dessen Taufpaten unter anderem der Erbgroßherzog von Sachsen-Weimar-Eisenach, Carl Friedrich, der Regierungsrat von Koskull sowie der russische General Karl Fabian Wilhelm von Schreiterfeld waren. Ein weiterer Sohn (der später im russischen Militär diente) und eine Tochter stammen ebenfalls aus ihrer zweiten Ehe. Johann Kessenich wurde durch die Rigaer Zunftbestimmungen, denen er sich nicht fügen wollte, in der Ausübung seines Gewerbes behindert, was schlussendlich in einem Prozess vor dem Amtsgericht endete. 1823 wurde die Familie aus Riga ausgewiesen und zog nach Mitau, wo sie bis Oktober 1825 wohnhaft war. Nach weiteren Ortswechseln blieben die Kessenichs ab 1827 für mehrere Jahre in Wilna.

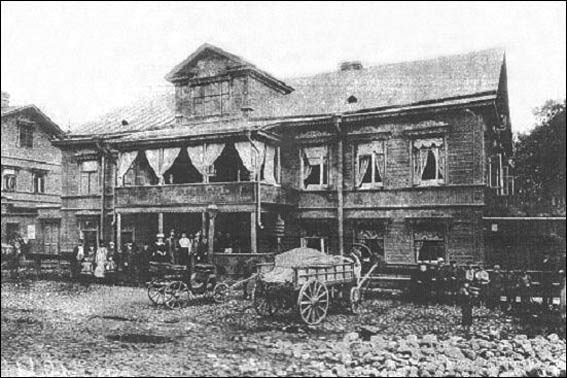
Die von Louise Kessenich bewirtschaftete Rote Schenke auf einer Aufnahme aus dem Jahr 1907.

Um ihr bescheidenes Einkommen aufzubessern, ließ Louise Kessenich Tassen anfertigen, auf denen sie in Uniform hoch zu Ross abgebildet ist. Ein Exemplar dieser Tassen befindet sich heute im Wehrgeschichtlichen Museum Rastatt.
1837 ließ sich die Familie Kessenich schlussendlich wieder in Sankt Petersburg nieder. Johann Kessenich war inzwischen schwer erkrankt und verstarb einige Zeit später. Louise leitete dort eine Tanzschule der Deutschen Gesellschaft Sankt Petersburg und war Wirtin des ältesten Gasthofes in der Petersburger Vorstadt, der Roten Schenke. Ihre Tanzschule und ihr Lokal waren insbesondere bei der Petersburger Jugend sehr beliebt und Kessenich galt als eine lokale Berühmtheit.
Louise Kessenich verstarb im Alter von 66 Jahren an der Cholera und wurde am 14. November 1852greg. auf dem lutherischen Teil des Wolkowo-Friedhofs beigesetzt.
Im Gegensatz zu Eleonore Prochaska oder Auguste Krüger gilt Grafemus heute als weitestgehend vergessen. Zum einen ist dies vermutlich darauf zurückzuführen, dass sie als „jüdische Heldin“ weniger in das Bild „patriotischer Geschichtsschreibung“ der damaligen Zeit passte und zum anderen auf Grund ihres Wegzugs nach Russland in Deutschland beziehungsweise Preußen vergessen wurde. In Russland besaß und besitzt Louise Grafemus allerdings einen größeren Bekanntheitsgrad und war dort Zeit ihres Lebens Gegenstand des öffentlichen Interesses.

## Biographische Unstimmigkeiten
Für eine jüdische Herkunft der Louise Grafemus finden sich keine Belege, jedoch ist davon auszugehen, „denn kein Christ erklärte 1815, daß er früher dem Judentum angehörte, wenn es nicht wirklich der Fall war.“ Während sie ihren Geburtsnamen 1815 mit Manuel angibt, findet sich im Rigaer Taufeintrag von 1821 der Mädchenname Hase.
Die Gründe für ihren Entschluss, als Soldatin zu dienen, sieht Moritz Stern weniger darin, lediglich ihren Mann aufsuchen zu wollen, denn so hätte sie beispielsweise als Marketenderin dem Heer nachziehen können, sondern vielmehr in einem „Interesse für [den] Soldatenstand und [das] Kriegshandwerk“.
Ob Louise Grafemus tatsächlich das Eiserne Kreuz erhalten hat, lässt sich – ebenso wie die Ernennung zum Wachtmeister – nicht eindeutig feststellen. Beides ist in offiziellen Dokumenten nicht belegt. In einem Artikel der Österreichischen Militärischen Zeitschrift von 1863 hält Ernst zur Lippe-Weißenfeld den Erhalt des Eisernen Kreuzes von Grafemus für erdacht. Michael Berger scheint es wahrscheinlich, dass Grafemus mit dem Eisernen Kreuz ausgezeichnet und zum Wachtmeister befördert worden ist. Des Weiteren erinnerte sich die Näherin der Familie Engelmann, „Frau Pommer“ (eine Nachfahrin Kessenichs), in den 1930er Jahren, dass sie Grafemus Eisernes Kreuz noch bei ihren Großeltern gesehen habe und es von der Familie „in Ehren gehalten worden war“. Auf jeden Fall war Grafemus Inhaberin der Kriegsdenkmünze 1813/15. In zeitgenössischen Schriftstücken ist von Grafemus lediglich als Ulan die Rede, eine Rangbezeichnung findet sich nur in Nennungen als „Wachtmeistersehefrau“ oder „-witwe“, womit eindeutig auf ihren Ehemann Bezug genommen wird. Eventuell trug aber auch ihr häufiger Namenswechsel dazu bei, dass sich manches ihrer Biographie nicht mehr nachvollziehen lässt.
Der Bericht in den Rigaischen Stadt-Blättern, wonach sie unter Bülow bei Waterloo gekämpft haben soll, kann aber definitiv als unwahr gelten.
Nicht zu bestreiten ist, dass Louise Grafemus 1813/14 als Ulan diente, was sie zur ersten Frau jüdischer Herkunft macht, die nachweislich in der Armee eines „modernen Staates“ kämpfte.

## Rezeption
- Louise Grafemus war das historische Vorbild für den Film Schwarzer Jäger Johanna von 1934 mit Marianne Hoppe und Gustaf Gründgens in den Hauptrollen. Des Weiteren erinnerte sich Bernt Engelmann, dass Grafemus Geschichte auch im Schulunterricht des Dritten Reichs thematisiert und „glorifiziert“ wurde, natürlich ohne ihre jüdische Herkunft zu erwähnen.[38][46]
- Kessenich fand auch mehrfach Eingang in die russische Literatur, so unter anderem in einem Gedicht Nekrassows sowie in einem Werk von Saltykow-Schtschedrin.[32]